# Accidente del Antonov An-12 de 2015
El 4 de noviembre de 2015, un avión de carga del tipo Antonov An-12 se estrelló cerca del Nilo Blanco poco después de su despegue del Aeropuerto Internacional de Juba (IATA: JUB, ICAO: HSSJ) sirviendo Yuba, la capital de Sudán del Sur. Según fuentes oficiales, murieron 37 personas, entre ellas los seis miembros de la tripulación. Un adulto y una infanta fueron los únicos supervivientes.

## Aeronave

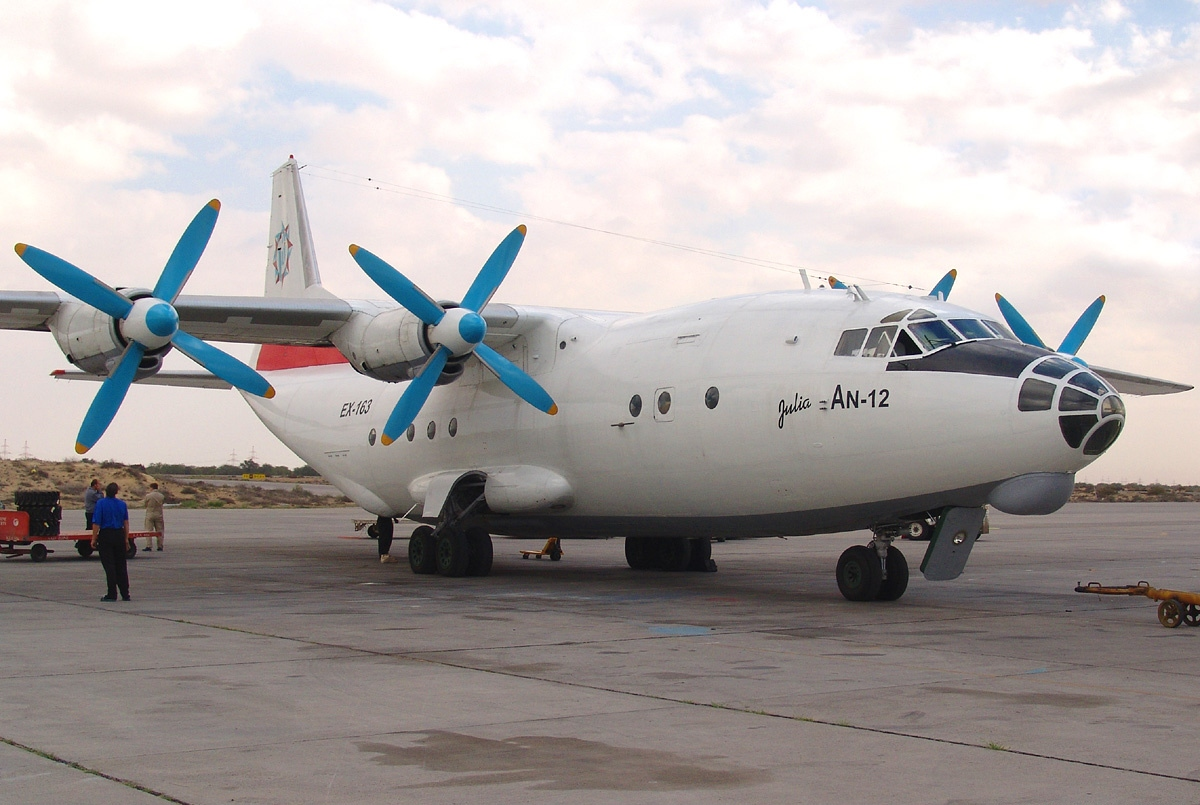
El avión involucrado fotografiado en 2005 mientras estaba en servicio con British Gulf International Airlines.

La aeronave implicada en el accidente era un Antonov An-12BK, con la inscripción EY-406 (Tayikistán) y el msn 01347704, construido en 1971 por TAPOiCh (Tashkent Aviation Production Association). Estaba operado por Servicios Aliados Ltd, una compañía de logística basada en el Aeropuerto Internacional de Juba en Sudán del Sur, que había alquilado el avión de Asia Airways de Tayikistán.

## Accidente
La aeronave llevaba carga del Aeropuerto Internacional de Juba al Aeropuerto Paloich en el noreste extremo de Sudán del Sur, junto a un campo petrolífero. Despegó de la pista 13 del aeropuerto de Juba pero impactó con un cerro aproximadamente 1,100 metros (3,600 ft) detrás del fin de la pista y se paró a la orilla del Nilo Blanco.
Las autoridades en Sudán del Sur informaron que la aeronave estuvo sobrecargada, con la mayoría de los pasajeros siendo trabajadores petroleros. El portavoz del Gobierno de Sudán del Sur dijo que había al menos 18 personas a bordo. Informes tempranos sobre el número de personas matadas variaban, pero ahora la cifra total es de 37 personas, según el ministro de transporte de Sudán del Sur, Kuong Danhier Gatluak. La tripulación del avión comprendió cinco personas de Armenia y una de Rusia. Había inicialmente tres supervivientes, el pasajero Wuor Arop y una niña no relacionada de 13 meses, a quien había acunado, y una tercera persona, según informes un miembro de la tripulación, quién más tarde murió en un hospital. Es común para los servicios de seguridad colocar miembros familiares en aviones de carga rumbo a Paloich incluso si no figuran en el registro, según Kenyi Galla de Combined Air Services, una compañía que lleva a cabo vuelos chárter a través de Sudán del Sur.

## Investigación
Una fuente en la agencia de aviación rusa dijo que el An-12, hecho en la Unión Soviética en 1971, parece haber sido sobrecargado.